# Championnat de Madagascar de football 2013
Navigation
Saison précédente Saison suivante
La saison 2013 du Championnat de Madagascar de football est la 50e édition de la première division malgache, la THB Champions League. Le championnat se déroule en plusieurs phases consécutives :
- la première phase oppose 24 équipes (une par région, sauf pour la région d'Analamanga, où est située la capitale Antananarivo qui peut engager deux équipes et la province dont est issu le champion en titre, qui a également droit à une formation supplémentaire), en quatre poules de six équipes. Les trois premiers de chaque poule se qualifient pour la suite de la compétition.
- les douze clubs qualifiés sont à nouveau répartis en deux poules de six et s'affrontent une seule fois. Cette fois-ci, seuls les deux premiers se qualifient pour la phase suivante.
- enfin, la Poule des As oppose les quatre formations encore en lice. Elles se rencontrent deux fois et l'équipe en tête du classement final est sacrée championne de Madagascar.

Exceptionnellement cette saison, c'est la région de Boeny, qui a droit à un représentant supplémentaire en championnat.
C’est le club de CNAPS Sport qui remporte la compétition cette saison, après avoir terminé en tête de la poule des As, avec deux points d'avance sur l'Association sportive Saint-Michel et Tana FC Formation. Il s'agit du second titre de champion de Madagascar de l’histoire du club après celui remporté en 2010.

## Les clubs participants
- Kohinoor SC (Diana)
- FC Vohémar (Sava)
- CNAPS Sport (Itasy)
- Association sportive Saint-Michel (Analamanga)
- Tana FC Formation (Analamanga)
- FC PRESCOI Marovoay (Boeny)
- FC Vakinankaratra (Vakinankaratra)
- AS Andry Tsiroanomandidy (Bongolava)
- Andona Mahay Miray (Sofia)
- Terrible de la Côte Ouest Boeny (Boeny)
- FC Maeva (Betsiboka)
- AJS Maintirano (Melaky)
- Ajesafa OTIV (Alaotra Mangoro)
- FCE (Atsinanana)
- TMM (Analanjirofo)
- ASAM (Amoron'i Mania)
- AS Jirama (Haute-Matsiatra)
- Tiavo Tem (Vatovavy-Fitovinany)
- FC Mamy JO (Atsimo-Atsinanana)
- FC Ihosy (Ihorombe)
- FC Grand Olympique (Menabe)
- ASJF Capricorne (Atsimo Andrefana)
- FC Transport (Anôsy)
- AS Espoir Ambovombe (Androy)

## Compétition
Le barème utilisé pour établir le classement est le suivant :
- Victoire : 3 points
- Match nul : 1 point
- Défaite, forfait ou abandon : 0 point

### Première phase
| Rang | Équipe                            | Pts | J | G | N | P | Bp | Bc | Diff |
| ---- | --------------------------------- | --- | - | - | - | - | -- | -- | ---- |
| 1    | Association sportive Saint-Michel | 13  | 5 | 4 | 1 | 0 | 10 | 0  | +10  |
| 2    | Terrible de la Côte Ouest Boeny   | 11  | 5 | 3 | 2 | 0 | 6  | 1  | +5   |
| 3    | Kohinoor SC                       | 6   | 5 | 1 | 3 | 1 | 3  | 3  | 0    |
| 4    | FC Maeva                          | 4   | 5 | 1 | 1 | 3 | 5  | 7  | -2   |
| 5    | Andona Mahay Miray                | 4   | 5 | 1 | 1 | 3 | 3  | 9  | -6   |
| 6    | FC Vohémar                        | 3   | 5 | 1 | 0 | 4 | 2  | 9  | -7   |

| Rang | Équipe                   | Pts | J | G | N | P | Bp | Bc | Diff |
| ---- | ------------------------ | --- | - | - | - | - | -- | -- | ---- |
| 1    | FCE                      | 12  | 5 | 4 | 0 | 1 | 10 | 4  | +6   |
| 2    | Tiavo Tem                | 11  | 5 | 3 | 2 | 0 | 9  | 1  | +8   |
| 3    | Ajesafa OTIV             | 7   | 5 | 2 | 1 | 2 | 4  | 5  | -1   |
| 4    | AS Andry Tsiroanomandidy | 6   | 5 | 2 | 0 | 3 | 7  | 7  | 0    |
| 5    | FC PRESCOI Marovoay      | 4   | 5 | 1 | 1 | 3 | 5  | 8  | -3   |
| 6    | TMM                      | 3   | 5 | 1 | 0 | 4 | 2  | 12 | -10  |

| Rang | Équipe             | Pts | J | G | N | P | Bp | Bc | Diff |
| ---- | ------------------ | --- | - | - | - | - | -- | -- | ---- |
| 1    | CNAPS Sport        | 15  | 5 | 5 | 0 | 0 | 16 | 2  | +14  |
| 2    | FC Vakinankaratra  | 8   | 5 | 2 | 2 | 1 | 8  | 5  | +3   |
| 3    | FC Grand Olympique | 7   | 5 | 2 | 1 | 2 | 4  | 4  | 0    |
| 4    | AS Jirama          | 4   | 5 | 1 | 1 | 3 | 7  | 9  | -2   |
| 5    | AJS Maintirano     | 4   | 5 | 1 | 1 | 3 | 5  | 12 | -7   |
| 6    | ASAM               | 4   | 5 | 1 | 1 | 3 | 4  | 12 | -8   |

| Rang | Équipe              | Pts | J | G | N | P | Bp | Bc | Diff |
| ---- | ------------------- | --- | - | - | - | - | -- | -- | ---- |
| 1    | Tana FC Formation   | 13  | 5 | 4 | 1 | 0 | 14 | 1  | +13  |
| 2    | ASJF Capricorne     | 10  | 5 | 3 | 1 | 1 | 6  | 3  | +3   |
| 3    | AS Espoir Ambovombe | 9   | 5 | 3 | 0 | 2 | 9  | 8  | +1   |
| 4    | FC Transport        | 7   | 5 | 2 | 1 | 2 | 7  | 5  | +2   |
| 5    | FC Ihosy            | 3   | 5 | 1 | 0 | 4 | 7  | 14 | -7   |
| 6    | FC Mamy JO          | 1   | 5 | 0 | 1 | 4 | 5  | 17 | -12  |

### Deuxième phase
| Rang | Équipe                            | Pts | J | G | N | P | Bp | Bc | Diff |
| ---- | --------------------------------- | --- | - | - | - | - | -- | -- | ---- |
| 1    | Association sportive Saint-Michel | 13  | 5 | 4 | 1 | 0 | 20 | 0  | +20  |
| 2    | Tana FC Formation                 | 11  | 5 | 3 | 2 | 0 | 9  | 0  | +9   |
| 3    | Terrible de la Côte Ouest Boeny   | 10  | 5 | 3 | 1 | 1 | 11 | 4  | +7   |
| 4    | FC Vakinankaratra                 | 6   | 5 | 2 | 0 | 3 | 15 | 6  | +9   |
| 5    | Kohinoor SC                       | 3   | 5 | 1 | 0 | 4 | 5  | 40 | -35  |
| 6    | Ajesafa OTIV                      | 0   | 5 | 0 | 0 | 5 | 0  | 10 | -10  |

| Rang | Équipe              | Pts | J | G | N | P | Bp | Bc | Diff |
| ---- | ------------------- | --- | - | - | - | - | -- | -- | ---- |
| 1    | CNAPS Sport         | 13  | 5 | 4 | 1 | 0 | 19 | 2  | +17  |
| 2    | FCE                 | 13  | 5 | 4 | 1 | 0 | 15 | 6  | +9   |
| 3    | Tiavo Tem           | 7   | 5 | 2 | 1 | 2 | 12 | 7  | +5   |
| 4    | ASJF Capricorne     | 7   | 5 | 2 | 1 | 2 | 9  | 7  | +2   |
| 5    | AS Espoir Ambovombe | 3   | 5 | 1 | 0 | 4 | 6  | 21 | -15  |
| 6    | FC Grand Olympique  | 0   | 5 | 0 | 0 | 5 | 4  | 22 | -18  |

### Poule des As
| Rang | Équipe                             | Pts | J | G | N | P | Bp | Bc | Diff |  | Résultats (▼ dom., ► ext.)         | CNA | ASSM | Tana | FCE |
| ---- | ---------------------------------- | --- | - | - | - | - | -- | -- | ---- |  | ---------------------------------- | --- | ---- | ---- | --- |
| 1    | CNAPS Sport                        | 12  | 6 | 4 | 0 | 2 | 13 | 3  | +10  |  | CNAPS Sport                        |     | 0-1  | 0-1  | 4-1 |
| 2    | Association sportive Saint-MichelC | 10  | 6 | 3 | 1 | 2 | 8  | 5  | +3   |  | Association sportive Saint-MichelC | 0-1 |      | 0-0  | 4-1 |
| 3    | Tana FC Formation                  | 10  | 6 | 3 | 1 | 2 | 5  | 5  | 0    |  | Tana FC Formation                  | 0-3 | 0-1  |      | 2-0 |
| 4    | FCE                                | 3   | 6 | 1 | 0 | 5 | 5  | 18 | -13  |  | FCE                                | 0-5 | 1-2  | 2-1  |     |

|  | Qualification pour la Ligue des champions de la CAF 2014 et la Coupe des clubs champions de l'océan Indien 2014 |
|  | Qualification pour la Coupe de la confédération 2014                                                            |
|  | C : Vainqueur de la Coupe de Madagascar 2013                                                                    |

## Bilan de la saison
| Championnat de Madagascar de football 2013                                          |                                   |
| Champion                                                                            | CNAPS Sport (2e titre)            |
| Coupes et trophées                                                                  |                                   |
| Vainqueur de la Coupe de Madagascar 2013                                            | Association sportive Saint-Michel |
| Qualifications continentales                                                        |                                   |
| Ligue des champions de la CAF 2014 Coupe des clubs champions de l'océan Indien 2014 | CNAPS Sport                       |
| Coupe de la confédération 2014                                                      | Association sportive Saint-Michel |
| Promotions et relégations                                                           |                                   |
| Promus en THB Champions League                                                      | Aucun                             |
| Relégués                                                                            | Aucun                             |